# Spathius petiolatus
Spathius petiolatus är en stekelart som först beskrevs av Maximilian Spinola 1808.  Spathius petiolatus ingår i släktet Spathius och familjen bracksteklar. Inga underarter finns listade i Catalogue of Life.